# Takabayashi Takashi
{{nihongo|
Takabayashi Takashi (2 tháng 8 năm 1931 - 27 tháng 12 năm 2009) là một cầu thủ bóng đá người Nhật Bản.

## Đội tuyển bóng đá quốc gia Nhật Bản
Takabayashi Takashi thi đấu cho Nhật Bản từ năm 1954 đến 1958.

## Thống kê sự nghiệp
| Đội tuyển bóng đá Nhật Bản | Đội tuyển bóng đá Nhật Bản | Đội tuyển bóng đá Nhật Bản |
| Năm                        | Trận                       | Bàn                        |
| -------------------------- | -------------------------- | -------------------------- |
| 1954                       | 3                          | 2                          |
| 1955                       | 5                          | 0                          |
| 1956                       | 0                          | 0                          |
| 1957                       | 0                          | 0                          |
| 1958                       | 1                          | 0                          |
| Tổng cộng                  | 9                          | 2                          |